# یانتلی (آلاباما)
یانتلی (به انگلیسی: Yantley) یک منطقهٔ مسکونی در ایالات متحده آمریکا است که در شهرستان چاکتاو، آلاباما واقع شده‌است. یانتلی ۸۵٫۰۴ متر بالاتر از سطح دریا واقع شده‌است.